# It's About Time (John Denver)
It's About Time è un album del cantautore John Denver pubblicato nel 1983. Al disco hanno collaborato anche Patti Austin, Rita Marley (e The Wailers) e Emmylou Harris.

## Tracce
1. Hold on Tightly – 4:00
2. Thought of You – 4:02
3. Somethin' About – 3:44
4. On the Wings of a Dream – 5:01
5. Flight (The Higher We Fly) – 3:16
6. Falling Out of Love – 4:56
7. I Remember Romance – 5:25
8. Wild Montana Skies – 4:02
9. The Way I Am – 3:45
10. World Game – 4:58
11. It's About Time – 3:42